# 75223 Wupatki
75223 Wupatki este un asteroid din centura principală de asteroizi.

## Descriere
75223 Wupatki este un asteroid din centura principală de asteroizi. A fost descoperit pe 28 noiembrie 1999 la Observatorul Kleť de Miloš Tichý și Jana Tichá. Asteroidul prezintă o orbită caracterizată de o semiaxă mare de 2,39 ua, o excentricitate de 0,20 și o înclinație de 3,2° în raport cu ecliptica.